# Грымзин, Владимир Петрович
Влади́мир Петро́вич Гры́мзин (род. 19 февраля 1939, Подольск) — советский боксёр и тренер по боксу. Тренер МГО ВФСО «Динамо», тренер-преподаватель комплексной детско-юношеской спортивной школы «Космос» города Подольска, заслуженный тренер России.

## Биография
Владимир Грымзин родился 19 февраля 1939 года в городе Подольске Московской области. Активно заниматься боксом начал в возрасте четырнадцати лет, учился в ремесленном училище № 12 и одновременно с этим проходил подготовку в местной боксёрской секции под руководством тренера Николая Менегулова. После окончания училища по распределению был направлен в Подольское ГПТУ № 27, где вёл группу слесарей-ремонтников. Затем в 1961 году был призван проходить срочную службу в рядах Вооружённых Сил СССР, служил в ракетной части в Кировской области, при этом продолжал практиковать бокс и участвовать в соревнованиях.
В общей сложности Грымзин оставался действующим боксёром в течение двенадцати лет, за это время он неоднократно побеждал на чемпионате Московской области, пять раз выигрывал всесоюзные соревнования, дважды побеждал на первенстве РСФСР, в армии становился чемпионом Уральского военного округа и первенства Ракетных войск стратегического назначения. Одно из главных достижений на ринге — второе место на первенстве центрального совета добровольного спортивного общества «Трудовые резервы» — тем самым он выполнил норматив мастера спорта СССР.
После демобилизации вернулся в Подольск и начал тренерскую деятельность в ремесленном училище № 12. Впоследствии в течение многих лет работал в милиции, занимал должность начальника физической подготовки Подольского ОВД. Майор, награждён знаком МВД «Отличник милиции». Позже осуществлял тренерскую деятельность в боксёрской секции московского областного отделения всероссийского физкультурно-спортивного общества «Динамо», где подготовил множество талантливых спортсменов, добившихся успеха на всесоюзном и всероссийском уровнях. Тренер-преподаватель по боксу муниципального образовательного учреждения дополнительного образования детей "Комплексная детско-юношеская спортивная школа «Космос» города Подольска.
Под руководством Грымзина тренировался мастер спорта международного класса Александр Дугаров, бронзовый призёр чемпионата Европы, пятикратный призёр первенства СССР, старший тренер ЦСКА. Его учеником был мастер спорта международного класса Вячеслав Коликов, многократный призёр чемпионатов Советского Союза. Среди его воспитанников мастера спорта Иван Телков, Виктор Стёпкин, Валерий Давыдов, Виктор Филиппов и др. За выдающиеся достижения на тренерском поприще Владимир Грымзин был удостоен почётного звания «Заслуженный тренер России».
В 2011 году награждён медалью ордена «За заслуги перед Отечеством» II степени.
Член организации ветеранов войны, труда и спорта МГО ВФСО «Динамо». Автор книги «Бокс в Подольске. Страницы истории».